# David Shulkin
David Jonathon Shulkin (Highland Park, 22 giugno 1959) è un medico e politico statunitense, segretario degli affari dei veterani durante la prima presidenza Trump dal 2017 al 2018.
L'11 gennaio 2017, il presidente eletto Donald Trump ha annunciato la ri-nomina di Shulkin anche sotto la sua presidenza.

## Primi anni di vita
Shulkin è nato a Highland Park, Illinois ed è cresciuto a Bala Cynwyd in Pennsylvania. Ha studiato all'Hampshire College ed alla Drexel University.

## Carriera medica
Durante la sua carriera di medico è stato presidente ed amministratore delegato del Beth Israel Medical Center di New York, del Morristown Medical Center e vicepresidente dell'Atlantic Health System Accountable Care Organization.

## Segretario degli Affari dei Veterani degli Stati Uniti d'America (2017-2018)
L'11 gennaio 2017, Shulkin è stato nominato dal presidente eletto Donald Trump come Segretario degli Affari dei Veterani degli Stati Uniti d'America ed il Senato lo ha confermato con un voto unanime di 100-0.
Il 28 marzo 2018, il presidente Trump ha ufficialmente licenziato Shulkin dalla sua carica ed ha annunciato che Robert Wilkie sarebbe stato il suo successore.

## Vita personale
Shulkin è sposato con Merle Bari ed ha avuto 2 figli, Daniel e Jennifer.